# Padre Cicogna
Padre Cicogna è un poemetto scritto da Edoardo De Filippo nel 1969, in napoletano.

## Trama
L'opera ha per protagonista Padre Cicogna, un sacerdote che ha deciso di abbandonare l'abito talare per sposare Caterina. In seguito a tale scelta, il protagonista riceve il discredito da parte delle autorità ecclesiastiche. Per evitare la maledizione divina invocata dalle stesse, Padre Cicogna decide che con i primi tre figli maschi avuti dall'unione con Caterina, metterà in scena una rappresentazione natalizia, in cui i figli interpreteranno i Re magi. Tale rappresentazione, però, non potrà mai essere eseguita in quanto, per causa di morte, verrà sempre a mancare uno dei tre Re magi.

## Il racconto sinfonico di Nicola Piovani

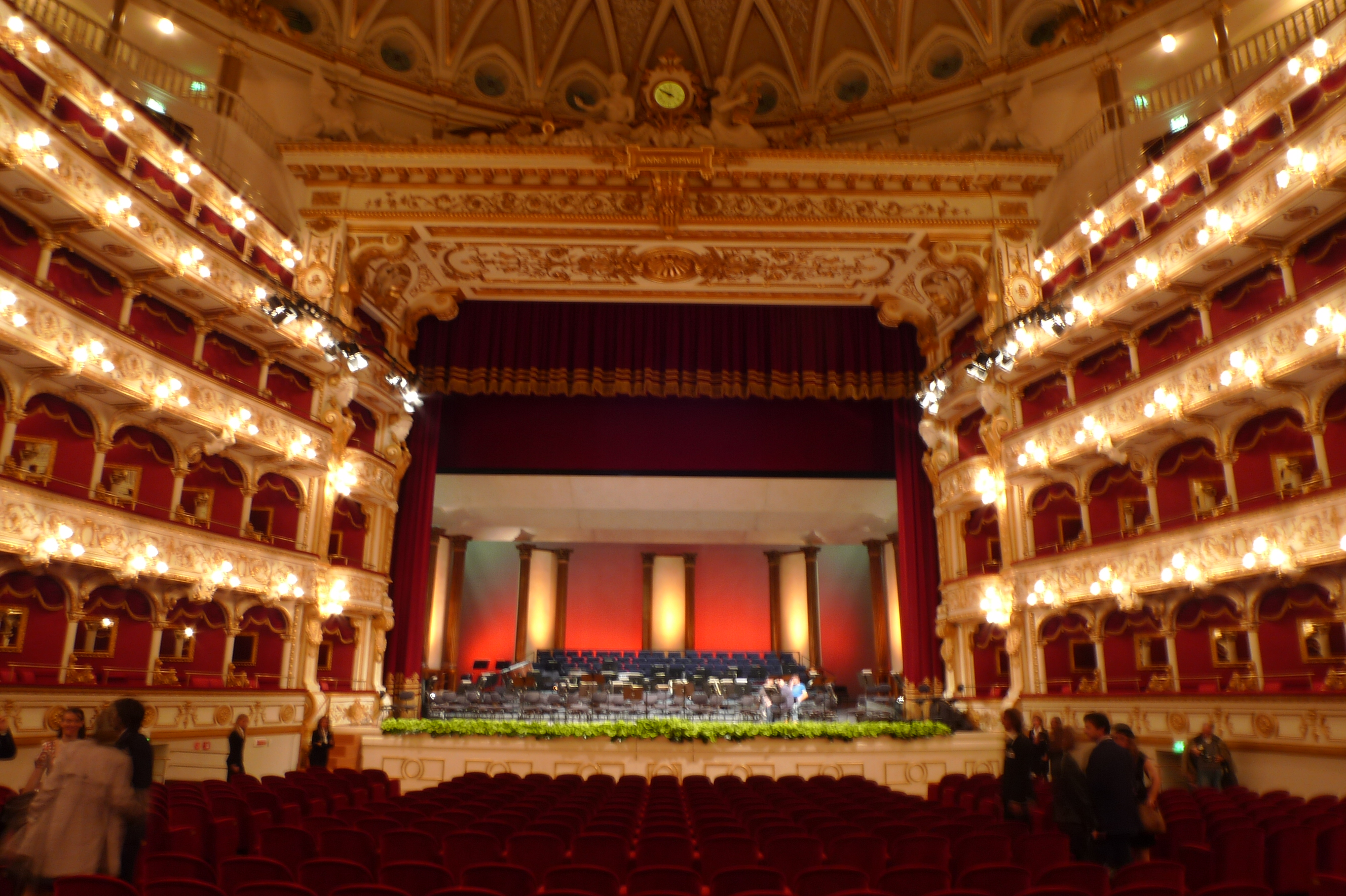
Interno del teatro Petruzzelli di Bari, in cui è andata in scena la rappresentazione registrata da Rai 5

Successivamente alla morte di Eduardo De Filippo, Nicola Piovani compone la musica per questo poema, pensando a un racconto sinfonico per orchestra, due voci femminili e due voci maschili cantanti e una voce recitante. 
Tale spettacolo ha visto il proprio debutto - con Luca De Filippo, come voce narrante, e lo stesso Piovani come direttore d'orchestra - presso il teatro San Ferdinando di Napoli, il 20 dicembre 2009.
L'opera non avrà una vasta programmazione nei teatri, ma troverà diffusione nel circuito televisivo a seguito delle riprese effettuate da Rai 5 durante la rappresentazione, tenutasi nel 2013, al teatro Petruzzelli.